# Creola, ochii-ți ard ca flacăra
Creola, ochii-ți ard ca flacăra (titlul original: în italiană Straziami ma di baci saziami) este un film de comedie coproducție italo-franceză, realizat în 1968 de regizorul Dino Risi,  protagoniști fiind actorii Nino Manfredi, Pamela Tiffin și Ugo Tognazzi. 
Titlul filmului, atât în italiană cât și în românește, este un vers luat din cântecul care este interpretat în film într-o formă instrumentală, al compozitorului Luigi Miaglia din 1926 , acest cântec fiind interpretat în limba română în anul 1928 de Nicolae Leonard .

## Distribuție
- Nino Manfredi – Marino Balestrini
- Ugo Tognazzi – Umberto Ciceri
- Pamela Tiffin – Marisa Di Giovanni
- Moira Orfei – Adelaide
- Livio Lorenzon – Artemio Di Giovanni
- Gigi Ballista – inginerul
- Pietro Tordi – unchiul Arduino
- Samson Burke – Guido Scortichini
- Checco Durante – directorul agenției
- Edda Ferronao – prietena lui Marisa
- Michele Cimarosa – frizerul

## Melodii din film
- Melodia Io ti sento interpretată de Marisa Sannia
- Creola (orchestrală), compusă în 1926 de Luigi Miaglia (zis și Ripp)